# Hospital del Rey (Sevilla)
El hospital del Rey se fundó a comienzos del siglo XIV en Sevilla, Andalucía, España. Su nombre oficial era hospital de Nuestra Señora del Pilar. Fue suprimido en 1794. En 1929 pasó a ser sede de la Diputación Provincial de Sevilla. En 1994 la sede de esta institución se trasladó al antiguo cuartel de intendencia de la Puerta de la Carne. Desde 1999 fue destinado a ser un centro cultural llamado Casa de la Provincia.

## Historia
A comienzos del siglo XIV el rey Alfonso XI concedió a la Cofradía de Nuestra Señora del Pilar el derecho a predicar por sus territorios. Esta cofradía contaba con una escultura de la Virgen del Pilar y tenía su sede canónica en una capilla de la catedral de Sevilla. Alfonso XI le cedió una parcela junto a la catedral para construir un hospital, en el que dar cobijo a los peregrinos.
En 1491 los Reyes Católicos le cedieron el corral de los Toros, junto al Alcázar, para la ampliación del hospital. En el 1500 los Reyes Católicos firman las primeras constituciones que tuvo el hospital. En ella se fijaba que atendrían a 13 hombres pobres con las rentas con las que contaban. Tendrían prioridad, en primer lugar, los mutilados o inválidos en algún servicio a la Corona, en segundo lugar, los miembros de la cofradía que se encontrasen en la pobreza y, si no los hubiere, podrían entrar otros hombres pobres. En 1526 Carlos I aprobó unas nuevas constituciones, más extensas, aunque del mismo contenido. En ambas se hacía referencia a que los hospedados llevasen una vida decorosa, que fuesen a misa y que no se admitiese la entrada a mujeres.
A finales del siglo XVIII el hospital del Rey se encontraba en gran estado de deterioro, por lo que en 1794 Carlos IV aprobó su disolución y su agregación al hospital de los Inocentes. El edificio fue comprado por María Andrea Díaz de la Barrera. Las obras para convertirlo en una vivienda particular fueron realizadas por Lucas Cintora en 1797.
En 1927, siendo la casa copropiedad de Manuel y Joaquín Irureta Goyena y Errazu, fue comprada por la Diputación de Sevilla, siendo presidente de la misma José María López-Cepero. Las obras de habilitación de la vivienda como sede de la Diputación fueron realizadas por Aurelio Gómez Millán. Fue sede de la institución entre 1929 y 1994. En 1994 la sede se trasladó al antiguo cuartel de intendencia de la Puerta de la Carne. Desde 1999 es la sede de un centro cultural de la Diputación llamado Casa de la Provincia.